# Аксиоме вероватноће
Функција вероватноће P се дефинише на подскупу простора узорка S чији су елементи случајни догађаји E, тако да задовољава следеће аксиоме: 
1. ненегативност: P(E) ≥ 0;
2. узајамна искључивост: P(E1 ∪ E1) = P(E1) + P(E2), када је E1 ∩ E1 празан скуп;
3. потпуност: P(S) = 1.

То су аксиоме вероватноће руског математичара Колмогорова.

## Непосредне последице
Комплементарни догађај
За сваки случајни догађај E ⊆ S дефинисан је супротан (комплементан) случајни догађај који се означава са цртицом поред (прим) или цртом изнад слова. Догађај E′ ће се десити ако и само ако се догађај E неће десити. Тада је P(E′) = 1 - P(E).
Наиме, ако су E и E′ узајамно искључиви, тј. E ∩ E′ је празан скуп, биће P(S) = P(E ∪ E′) = P(E) + P(E′). Затим, из аксиома (2) и (3) следи P(E) + P(E′) = 1, тј. P(E′) = 1 - P(E).
Немогућ догађај (празан скуп)
Празан скуп ∅ је немогућ догађај, односно P(∅) = 0.
Наиме, S = S ∪ ∅. Скупови S и ∅ су и узајамно искључиви па је P(S) = P(S ∪ ∅) = P(S) + P(∅). Затим из аксиома (2) и (3) следи P(∅) = 0, што је и требало доказати.
Монотоност (потскуп)
Ако су E1 и E2 потскупови од S такви да је E1 ⊆ E2, тада је P(E1) ≤ P(E1).
Наиме, из теорије скупова знамо да је E2 = E1 ∪ (E′1 ∩ E2) и да су E1 и E′1 ∩ E2 узајамно искључиви. 
Зато и према аксиоми (2) имамо P(E2) = P(E1) + P(E′1 ∩ E2) ≥ P(E1), јер према аксиоми (1) имамо P(E′1 ∩ E2) ≥ 0.
Границе вероватноће (опсег)
За сваки случајни догађај E опсег вероватноћа је 0 ≤ P(E) ≤ 1.
Наиме, из ∅ ⊆ E ⊆ S и вероватноће потскупа следи P(∅) ≤ P(E) ≤ P(S), те 0 ≤ P(E) ≤ 1. 
Правило сабирања
За произвољне потскупове E1, E2 ⊆ S важи једнакост P(E1 ∪ E2) = P(E1) + P(E2) - P(E1 ∩ E2).
Наиме, из E1 ∪ E2 = E1 ∪ (E2 ∩ E′1) и зато што су догађаји E1 и E2 ∩ E′1 узајамно искључиви имамо P(E1 ∪ E2) = P(E1) + P(E2 ∩ E′1). 
Поред тога, други догађај разлажемо на два узајамно искључива догађаја E2 = (E2 ∩ E1) ∪ (E2 ∩ E′1) тако да је P(E2) = P(E2 ∩ E1) + P(E2 ∩ E′1)
Из последње P(E2 ∩ E′1) = P(E2) - P(E2 ∩ E1) и претпоследње једнакости следи P(E1 ∪ E2) = P(E1) + P(E2) - P(E1 ∩ E2), што је и требало доказати.

## Алгебарски изрази
Вјероватноће догађаја су реални бројеви из интервала [0, 1]. У алгебри у вези са таквима постоје бројне корисне нетривијалне формуле. Следе примери неких, са алгебарским доказима, који би могли бити инспирација за налажење сличних израза потребних у различитим применама теорије вероватноће.
Пример 1.
Нека су p0, p1 и p2 позитивни бројеви чији је збир један. Ако квадратна једначина p2x2 + p1x + p0 = x има корјен x0 ∈ (0, 1), онда је p1 + 2p2 > 1 и обрнуто: ако је p1 + 2p2 > 1 онда дата квадратна једначина има корјен x0 ∈ (0, 1).
Доказ: Пишемо дату једначину у еквивалентним облицима редом: 
{\displaystyle p_{2}x^{2}+p_{1}x+p_{0}=x},
{\displaystyle p_{2}x^{2}+(p_{1}-1)x+p_{0}=0},
{\displaystyle p_{2}x^{2}-(p_{0}+p_{2})x+p_{0}=0},
{\displaystyle (p_{2}x^{2}-p_{0}x)-(p_{2}x-p_{0})=0},
{\displaystyle x(p_{2}x-p_{0})-(p_{2}x-p_{0})=0},
{\displaystyle (x-1)(p_{2}x-p_{0})=0}.
Ако је x0 решење ове једначине, онда је x0 p0/p2. Како је то број од нула до један искључујући границе, биће p0 < p2, па је 1 = p0 + p1 + p2 < p2 + p1 + p2 = p1 + 2p2, тј. p1 + 2p2 > 1. Затим се лако доказује и обрнуто тврђење.♦

### Алгебарске једнакости
Пример 1. Наћи природне бројеве n1 < n2 < n3 < n4 < n5 веће од два такве да важи једнакост: 
{\displaystyle {\frac {1}{n_{1}}}+{\frac {1}{n_{2}}}+{\frac {1}{n_{3}}}+{\frac {1}{n_{4}}}+{\frac {1}{n_{5}}}=1}.
Решење: Ако је n1 > 3, тада лева страна једнакости није већа од 
{\displaystyle {\frac {1}{4}}+{\frac {1}{5}}+{\frac {1}{6}}+{\frac {1}{7}}+{\frac {1}{8}}={\frac {743}{840}}<1}.
Према томе мора бити n1 = 3. Тада је 
{\displaystyle {\frac {1}{n_{2}}}+{\frac {1}{n_{3}}}+{\frac {1}{n_{4}}}+{\frac {1}{n_{5}}}=1-{\frac {1}{3}}={\frac {2}{3}}}.
Слично, ако је n2 > 4, тада лева страна последње једнакости није већа од 
{\displaystyle {\frac {1}{5}}+{\frac {1}{6}}+{\frac {1}{7}}+{\frac {1}{8}}={\frac {533}{840}}<{\frac {2}{3}}}.
Дакле, мора бити n2 = 4. Настављајући на сличан начин, добијамо јединствено решење n1 = 3, n2 = 4, n3 = 5, n4 = 6, n5 = 20, тј. 
{\displaystyle {\frac {1}{3}}+{\frac {1}{4}}+{\frac {1}{5}}+{\frac {1}{6}}+{\frac {1}{20}}=1}.♦
Пример 2. Дато је k (k > 1) различитих природних бројева n1, n2, ..., nk. Доказати да једнакост 
{\displaystyle {\frac {1}{n_{1}^{2}}}+{\frac {1}{n_{2}^{2}}}+...+{\frac {1}{n_{k}^{2}}}=1}
није тачна нити за једно k > 1.
Доказ: Претпоставимо супротно, да је 
{\displaystyle 1={\frac {1}{n_{1}^{2}}}+{\frac {1}{n_{2}^{2}}}+...+{\frac {1}{n_{k}^{2}}}},
где је n1 < n2 < ... < nk. Тада мора бити n1 ≥ 2. Иначе, за n1 = 1 било би 1/n1 = 1 па би збир на десној страни био већи од један. Због претпоставке о поретку бројева имамо 
{\displaystyle 1={\frac {1}{n_{1}^{2}}}+{\frac {1}{n_{2}^{2}}}+...\leq {\frac {1}{2^{2}}}+{\frac {1}{3^{2}}}+...+{\frac {1}{(k+1)^{2}}}<}
{\displaystyle <{\frac {1}{1\cdot 2}}+{\frac {1}{2\cdot 3}}+...+{\frac {1}{k\cdot (k+1)}}=\left(1-{\frac {1}{2}}\right)+\left({\frac {1}{2}}-{\frac {1}{3}}\right)+...+\left({\frac {1}{k}}-{\frac {1}{k+1}}\right)=1-{\frac {1}{k+1}}<1},
што је немогуће.♦

### Алгебарске неједнакости
Пример 1. Ако је x + y + z = 1 тада је x2 + y2 + z2 ≥ ⅓.
Доказ: Из (x - y)2 ≥ 0 следи x2 + y2 ≥ 2xy. Сабирањем сличних добијамо неједнакост 2(x2 + y2 + z2) ≥ 2(xy + yz + zx). Ако левој и десној страни ове неједнакости додамо израз x2 + y2 + z2 добијамо 3(x2 + y2 + z2) ≥ x2 + y2 + z2 + 2xy + 2yz + 2zx = (x + y + z)3 = 1, односно x2 + y2 + z2 ≥ 1/3.♦
Пример 2. Ако су x1, x2, ..., xn из интервала [0, 1] онда је 
{\displaystyle (x_{1}+x_{2}+...+x_{n})^{2}\geq 4(x_{1}^{2}+x_{2}^{2}+...+x_{n}^{2})}.
Доказ: Означимо x1 + x2 + ... + xn = y. Како из идентитета (y - 1)2 ≥ 0 следи идентитет (y + 1) ≥ 4y, то сада имамо 
{\displaystyle (x_{1}+x_{2}+...+x_{n}+1)^{2}\geq 4(x_{1}+x_{2}+...+x_{n})}.
Даље је xk ≥ xk2, јер су x-ови (позитивни и) мањи од један, па важи и неједнакост 
{\displaystyle 4(x_{1}+x_{2}+...+x_{n})\geq 4(x_{1}^{2}+x_{2}^{2}+...+x_{n}^{2})}.
Из ове и претходне неједнакости следи тражена.♦
Пример 3. Ако је 
{\displaystyle a_{1}^{2}+a_{2}^{2}+...+a_{n}^{2}=b_{1}^{2}+b_{2}^{2}+...+b_{n}^{2}=1}
тада је 
{\displaystyle -1\leq a_{1}b_{1}+a_{2}b_{2}+...+a_{n}b_{n}\leq 1.}
Доказ: Из очигледних неједнакости 2|x|⋅|y| ≤ x2 + y2 примјењених редом на елементе датих низова a и b, након сабирања добијамо 
{\displaystyle 2(|a_{1}|\cdot |b_{1}|+|a_{2}|\cdot |b_{2}|+...+|a_{n}|\cdot |b_{n}|)\leq (a_{1}^{2}+a_{2}^{2}+...+a_{n}^{2})+(b_{1}^{2}+b_{2}^{2}+...+b_{n}^{2})=2},
односно 
{\displaystyle |a_{1}b_{1}+a_{2}b_{2}+...+a_{n}b_{n}|\leq 1}.
Користимо чињеницу да је |x|⋅|y| = |x⋅y| и |x1 + x2 + ... + xn| ≤ |x1| + |x2| + ... + |xn| (доказати индукцијом). Даље је -1 ≤ a1b1 + a2b2 + ... + anbn ≤ 1, што је и требало доказати.♦